# 道教青松小學
道教青松小學（英語：Taoist Ching Chung Primary School）是一間由政府津貼的全日制小學，位處香港新界屯門山景邨。校訓為「尊道貴德」，採用中文為授課語言，由道教香港青松觀主辦，於1985年開校，學校佔地約6,200平方米，原址是河田村的農地。學校原是一所半日制小學，於2008年轉成全日制，而下午校被分拆成為道教青松小學 (湖景邨)。

## 校政管理

### 歷任校監
- 侯寶垣 觀長（1999年逝世）[2]
- 麥子飛 先生[3]
- 趙球大 先生[4]
- 鄭康勤 先生

### 歷任校長

#### 上午校
- 黃景倫 先生[3]（1985年-？，創校校長）
- 林翠芬 女士

#### 下午校
- 邱均裕 先生[2]
- 林翠芬 女士
- 區蔣順 先生（？-2008年，後隨下午校分拆）

#### 全日
- 梁卓賢 先生

### 歷任副校長
- 劉麗冰 女士

## 著名/傑出校友
- 曾百慧：前無綫新聞記者
- [註 1]黃泓智：2025年香港中學文憑試DSE超級狀元